# VK Lokomotiv Kharkiv
Maillots
Le VK Lokomotiv (ukrainien : волейбольний клуб Локомотив, voleïbolny klub Lokomotiv) est un club de volley-ball ukrainien basé à Kharkiv, évoluant en Superliga russe et Superliga ukrainienne.

## Historique
- 1973 : Création du VK Locomotiv à l'initiative de Nicolas Konarova
- 1975 : le club est promu dans la division la plus haute du championnat soviétique.
- 1978 : le club termine 3e du championnat soviétique
- 1994 : 1er victoire dans le Championnat d'Ukraine
- 2011 : le club est admis dans la Superliga russe

## Palmarès
- Top Teams Cup (1)
  - Vainqueur : 2004
  - Finaliste : 2003
- Championnat d'Ukraine (17)
  - Vainqueur : 1994, 1996, 2001, 2002, 2003, 2004, 2005, 2007, 2009, 2010, 2011, 2012, 2013, 2014, 2015, 2016, 2017
  - Finaliste : 1992, 1995, 2008, 2018
- Coupe d'Ukraine (14)
  - Vainqueur : 2001, 2002, 2004, 2006, 2007, 2008, 2009, 2010, 2011, 2012, 2013, 2014, 2015, 2016
  - Finaliste : 1993, 1997, 2000, 2004, 2017, 2018
- Supercoupe d'Ukraine (1)
  - Vainqueur : 2017
  - Finaliste : 2016

## Effectif de la saison 2013-2014
| No                                         | Nom                                        | Date de naissance                          | Taille                       | Poids                        | Poste                        |
| ------------------------------------------ | ------------------------------------------ | ------------------------------------------ | ---------------------------- | ---------------------------- | ---------------------------- |
| 1                                          | Maksym Drozd                               | 5 août 1991                                | 210                          | 102                          | Central                      |
| 2                                          | Levan Kalandadze                           | 28 décembre 1989                           | 208                          | 101                          | Attaquant                    |
| 3                                          | Dmytro Storozhylov                         | 1er juin 1987                              | 196                          | 91                           | Passeur                      |
| 4                                          | Yevhen Kapayev                             | 12 septembre 1984                          | 199                          | 100                          | Réceptionneur-attaquant      |
| 5                                          | Gueorgui Bratoev                           | 21 octobre 1987                            | 202                          | 96                           | Passeur                      |
| 7                                          | Serhiy Kapelus                             | 22 octobre 1982                            | 192                          | 88                           | Réceptionneur-attaquant      |
| 8                                          | Volodymyr Tatarintsev                      | 19 mars 1980                               | 192                          | 82                           | Réceptionneur-attaquant      |
| 9                                          | Volodymyr Kovalchuk                        | 22 avril 1984                              | 195                          | 93                           | Passeur                      |
| 10                                         | Dmytro Teryomenko                          | 1er février 1987                           | 199                          | 97                           | Central                      |
| 11                                         | Mykola Rudnytskyy                          | 18 septembre 1981                          | 210                          | 107                          | Central                      |
| 12                                         | Denys Fomin                                | 21 juillet 1986                            | 177                          | 75                           | Libero                       |
| 13                                         | Kostyantyn Ryabukha                        | 29 avril 1988                              | 203                          | 99                           | Central                      |
| 14                                         | Miloš Ćulafić                              | 13 août 1986                               | 205                          | 96                           | Attaquant                    |
| 16                                         | Dmytro Chavrak                             | 7 octobre 1991                             | 198                          | 84                           | Attaquant                    |
| 17                                         | Yuriy Tomyn                                | 23 décembre 1988                           | 198                          | 88                           | Attaquant                    |
| 18                                         | Ian Ierechtchenko                          | 6 avril 1990                               | 198                          | 85                           | Réceptionneur-attaquant      |
|                                            |                                            |                                            |                              |                              |                              |
| Encadrement technique                      | Encadrement technique                      |                                            | Légende                      | Légende                      | Légende                      |
| Entraîneur : Yuriy Filippov                | Entraîneur : Yuriy Filippov                | Entraîneur : Yuriy Filippov                | : Capitaine                  | : Capitaine                  | : Capitaine                  |
| Entraîneur(s) adjoint(s) : Ihor Zyablitsev | Entraîneur(s) adjoint(s) : Ihor Zyablitsev | Entraîneur(s) adjoint(s) : Ihor Zyablitsev | : Joueur blessé actuellement | : Joueur blessé actuellement | : Joueur blessé actuellement |

| Équipe type : VK Lokomotiv Kharkiv                                                                                    |
| \| Bratoev · # 5 Tatarintsev · # 8 Rudnytskyy · # 11 Kalandadze · # 2 Kapelus · # 7 Teryomenko · # 10 Fomin · # 12 \| |
| Bratoev · # 5 Tatarintsev · # 8 Rudnytskyy · # 11 Kalandadze · # 2 Kapelus · # 7 Teryomenko · # 10 Fomin · # 12       |

| Bratoev · # 5 Tatarintsev · # 8 Rudnytskyy · # 11 Kalandadze · # 2 Kapelus · # 7 Teryomenko · # 10 Fomin · # 12 |